# Петковці (Великотирновська область)
Пе́тковці (болг. Петковци) — село у Великотирновській області Болгарії. Входить до складу общини Єлена.

## Населення
За даними перепису населення 2011 року у селі проживали 8 осіб, з них 6 осіб (75,0%) — болгари.
Розподіл населення за віком у 2011 році:
Динаміка населення: